# Deepside Deejays
Deepside Deejays este un proiect românesc de muzică Dance și EDM, înființat în anul 2008. Formația are în componență doi artiști, Victor de la Pena și Dave Pryce. Primul hit a fost piesa Beautiful Days, care s-a bucurat de un succes enorm atât în țară, cât și în străinătate.

## Cariera muzicală

### Biografie
Fiind conștienți de complexitatea fenomenului house, proiectul a început din dorința de a veni cu ceva nou pe scena muzicii house, fiind printre primele proiecte de muzică house din România care, alături de David Deejay și INNA, au inventat și au susținut fenomenul stilului „popcorn”. Cei 3 băieți s-au reunit în 2008 sub numele de Deepside Deejays și au început să producă și să remixeze în stilul lor unic, numărând până astăzi mai mult de 50 de remixuri și 20 de piese proprii. 

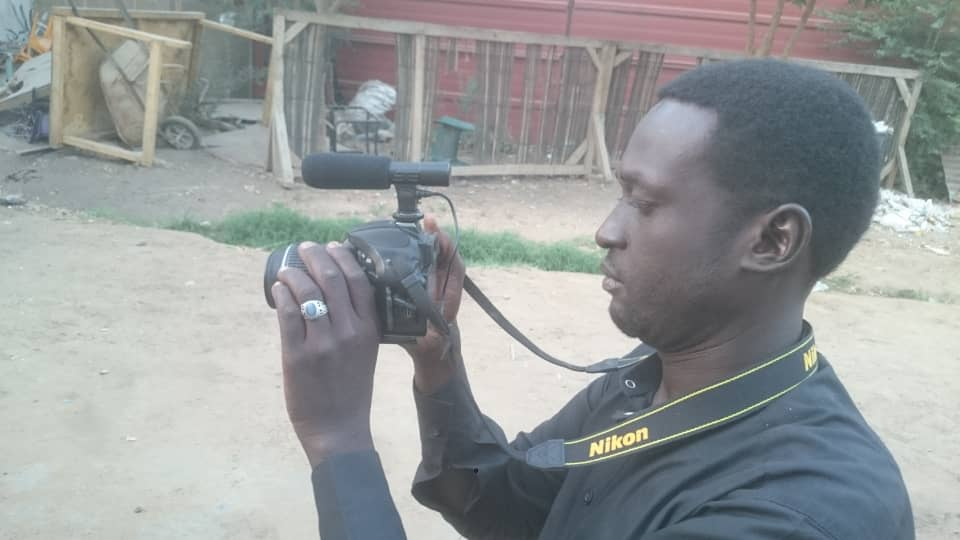
Una din copertele oficiale ale piesei Beautiful Days

Prima piesă de succes, „Beautiful Days”, a fost un succes atât în Europa, cât și pe plan internațional, în țări precum India, Dubai, Egipt sau Maroc. S-a clasat pe prima poziție în Polonia, Maroc, India, Grecia, Cipru, România, Malta. A ajuns în top 7 în Suedia, Norvegia și în Țările Scandinave, și a prins top 20 în topurile din Franța și Germania.
În 2009, Deepside a devenit indispensabil concursurilor internaționale de muzică, câștigând competiția de remixuri organizată de label-ul de muzică electronică Toolroom Records, remixându-l pe unul dintre cei mai faimoși producători și dj, Dirty South. În ianuarie 2009, Deepside Deejays a fost declarat câștigătorul concursului GFAB Records, remixând piesa „Get Shaky” a faimosului producător Ian Carey. La numai câteva zile după, un comunicat de presă a bine cunoscutului label CR2  anunța că Deepside Deejays erau câștigătorii Everywhere Remix Competition a lui John Dahlback. La puțin timp după, băieții au început să lucreze pentru diverse proiecte ale casei de discuri GFAB Records, precum: Thomas Gold, Soul Avengerz și The Good Guys. În mai 2009, Deepside Deejays au fost declarați câștigătorii marii finale într-o competiție organizată de FOEM în colaborare cu Martin Solveig. Remixul câștigător a fost anunțat de însuși Martin Solveig, în timpul festivalului „INOX” din Franța, pe 17 mai.
În 2009 au câștigat „Best DJ Award” la gala Romanian Music Awards, fiind nominalizați la încă două categorii: „Best Dance” și „Best New Act”. În 2010 au câștigat „Best Featuring Award” tot la Romanian Music Awards, și „Cel Mai Bun Proiect Muzical” la Premiile Nights.ro. De asemenea, în 2010, unul dintre cei mai faimoși DJi din lume, Tiësto, remarcă remixul piesei „Don't Say It's Over” (a solistului Alex Velea), și decide să includă acest remix atât în emisiunea sa radio „Elements of Life”, cât și în reprezentările sale live, contribuind la ridicarea și succesul carieriei lor.
Începând cu  2014, Deepside Deejays pun bazele propriului lor record label „Metropolitan Records". În același timp, în Mai 2014 a fost anunțat câ Vibearena a fost dat afară din trupă în urma unor neînțelegeri cu foștii colegi. În 2015, Deepside Deejays reprezintă România în finala concursului Eurovision Song Contest 2015 - Viena, în calitate de compozitori alături de Voltaj, cu piesa „De la capăt" / „All over again".

## Discografie

### Discuri single
| An   | Disc single                                         | Poziție maximă | Poziție maximă | Album |
| An   | Disc single                                         | RO             | RU             | Album |
| ---- | --------------------------------------------------- | -------------- | -------------- | ----- |
| 2008 | „Beautiful Days” (Nick Kamarera & Deepside Deejays) |                |                | TBA   |
| 2009 | „Hold You”                                          |                |                | TBA   |
| 2009 | „Over and Over Again” (cu DJ Project)               |                |                | TBA   |
| 2010 | „Around the World” (cu Alex Velea și Grasu XXL)     |                |                | TBA   |
| 2011 | „Never Be Alone”                                    | 1              | 3              | TBA   |
| 2011 | „Stay with Me Tonight”                              |                |                | TBA   |
| 2012 | „Look into My Eyes”                                 |                |                | TBA   |

### Producții
An 2017
- Slider & Magnit feat. Deepside Deejays - Turn On The Love

An 2016
- Deepside Deejays - U Can't Touch This
- NEON - The Secret

An 2015
- Deepside Deejays - Forever 23
- LALLA - Season of love
- Voltaj - De la capăt (All Over Again) - Concursul Muzical Eurovision 2015
- Yamira feat. Mattyas - Waterfalls (Deepside Deejays Remix)
- Ally - LoveSick

An 2014
- Deepside Deejays - Wild Child
- Deepside Deejays - In my heart
- Deepside Deejays - Highways

An 2013
- Deepside Deejays - Look into my eyes
- Deepside Deejays feat. Dollarman - Million miles away
- Deepside Deejays feat. Viky Red - The road back home
- Dragos Chircu- Catch my love
- Andreea D - It's your birthday

An 2012
- Deepside Deejays - Never be alone
- Deepside Deejays - Stay with me tonight
- Fly Project - Musica (Deepside Deejays Remix)
- Mari Ferrari feat. Deepside Deejays - We are young

An 2011
- Vanity – Gypsy Moves
- Amsterdam Avenue – Sick In Love
- Amsterdam Avenue – Far Away
- Mattyas – Missing You
- Mattyas - Secret Love
- Damon – Time Is Running
- Caytlin – Una Noche Mas
- Shahzoda – Afgana
- Kamelia - Dreamin' (Deepside Deejays Remix)
- Voxis - Tell me everything (Deepside Deejays Remix)

An 2010
- Amtserdam Avenue – Mysterious Girl
- Mojito Feat. 740 Boyz – Shimmy Shake (Deepside Deejays Remix)
- Speak One – Saxoclub
- Mattyas – Secret Love
- Dina Gabri – Naughty Boy
- Neylini – Share My Love
- Shahzoda – Dark Sea

An 2009
- Amsterdam Avenue feat. Dj Jungle – Destination Uknown
- Vali Bărbulescu feat. Damon – Inside Of You

An 2008
- Geo Da Silva – I’ll Do You Like A Truck
- Amsterdam Avenue – Blow It Up

### Remixuri
An 2010
- Fly Project – Mandala (Deepside Deejays Remix)
- DJ Sava & Raluka – I Like The Trumpet (Deepside Deejays Remix)
- Alex – Don’t Say It’s Over (Deepside Deejays Remix)
- Radio Killer – Be Free
- Vali Bărbulescu – Addicted 2010
- Alex Sayz – United As One
- Andreea Bănică – Samba (Deepside Deejays Remix)
- Jus Jack – That Sound (Deepside Deejays Remix)

An 2009
- Martin Solveig – One.2.3 Four (Deepside Deejays Remix)
- Ian Carey – Get Shaky (Deepside Deejays Remix)
- Dirty South – Minority (Deepside Deejays Remix)
- John Dahlback – Everywhere (Deepside Deejays Remix)
- Robbie Williams – Feel (Deepside Deejays Remix)
- Mike Oldfield – Tubular Bells (Deepside Deejays Remix)
- Housequake & Anita Kelsey – Shed My Skin (Deepside Deejays Remix)
- Thomas Gold – Just Because (Deepside Deejays Remix)
- The Good Guys – Circle (Deepside Deejays Remix)
- Fly Project – Alegria
- Danny Merx Feat. Majuri – Sunshine (Deepside Deejays Remix)
- Idriss Chebak & SKJG Project – Capanema (Deepside Deejays Remix)
- Soul Avengerz – Heard It All Before (Deepside Deejays Remix)
- Jay C Feat. Nathan Thomas – Multiply (Deepside Deejays Remix)
- Sonichouse – Beautiful Wolrd (Deepside Deejays Remix)
- Cream Feat. Fatman Scoop – Just A Lil Bit (Deepside Deejays Remix)
- Biank – Flashing Lights (Deepside Deejays Remix)
- Lili Sandu – Lee Lee (Deepside Deejays Remix)
- Fly Project - Raisa (Deepside Deejays Remix)
- Dj Rynno & Silvia - Huska (Deepside Deejays Remix)
- Nick Kamarera & Deepside Deejays - Beautiful days

An 2008
- David Deejay Feat. Dony – Sexy Thing (Deepside Deejays Remix)
- DJ Sava & Raluka – Sweet love (Deepside Deejays Remix)
- Aisa & DJ Yaang – Ready To Go (Deepside Deejays Remix)
- Activ feat. Dj Optick - Be free (Deepside Deejays Remix)